# قلعة كامبريدج
قلعة كامبريدج (بالإنجليزية: Cambridge castle)‏ وتعرف محليّاً باسم كاسل ماوند (بالإنجليزية: Castle Mound)‏ أي رابية القلعة. هي قلعة تقع في كامبريدج بمقاطعة كامبريدجشير بإنجلترا. بُنيت القلعة أصلاً بعد غزو النورمان لإنجلترا من أجل السيطرة على الطريق الاستراتيجي المهم المتجه نحو الشمال، وقد لعبت القلعة دوراً مهماً في صراعات الحرب اللاسلطوية وحربي البارونات الأولى والثانية. بعد توسعتها الضخمة على يد إدوارد الأول، تعرضت القلعة للإهمال في نهاية العصور الوسطى، وقد استُعملت حجارتها لبناء الكليات المحيطة. خلال الحرب الأهلية الإنجليزية أعيد استخدام القلعة وتحصينها مجددا، غير أنها ما لبثت أن عادت لتُهمل مرةً أُخرى؛ إذ استُخدمت سجناً للمقاطعة. هُدمت القلعة بعد بناء سجنٍ جديد للمقاطعة عام 1842م في فناءها. وقد هُدم السجن أيضا عام 1932م، بعد بناء مقر جديد للمقاطعة. لم يتبقَ من القلعة سوى تلّتها وسواتر ترابية. موقع القلعة مفتوح العامة ويطل على المباني التاريخية في المدينة.

## تاريخها

### القرن الحادي عشر
كانت قلعة كامبريدج واحدةً من ثلاث قلاعٍ بناها وليام الفاتح أواخر عام 1068م في شرق إنجلترا إضافةً لقلعتي هنتنغدون ولنكولن، بعد حملته التي قادها شمالاً السيطرة على على مدينة يورك. مدينة كامبريدج، أو كما عُرفت سابقاً باسم غرانتبريدج، كانت واقعة على الطريق الروماني القديم المتجه من لندن إلى يورك، لذلك كانت المدينة مهمة استراتيجياً ومهمة في حالة انطلاق ثورة. أدار أعمال البناء الأساسي بيكو الذي كان المسؤول الأكبر في المنطقة. يُذكر أنّ بيكو بنى ديراً جانب القلعة. ومن الجدير بالذكر أنّ القلعة بُنيت بطراز الرابية والفناء في ذات البلدة، وقد هُدم 27 بيتاً لإفساح المجال لتعميرها.

### من القرن 12 - القرن 13

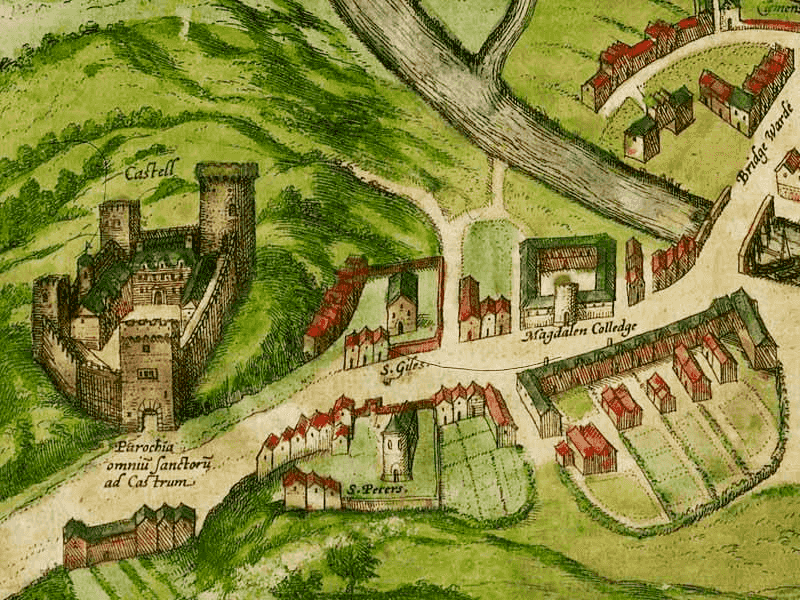
قلعة كامبريدج في تصوير فني عام 1575م.

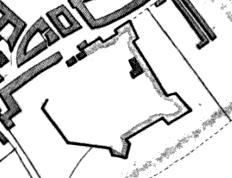
بستينات القلعة كما صورت في القرن السابع عشر

خضعت القلعة لسيطرة الملوك النورمانديين حتى انطلاق شرارة حرب اللاسلطوية عام 1139م. كان للقلعة دور مهم في الصراع الذي دار رحاه بين كل من الإمبراطورة ماتيلدا والملك ستيفن؛ إذ هاجم الإيرل جيفري دي ماندفيل، وكان من مناصري الإمبراطورة، مدينة كامبريدج عام 1143م، وقد سقطت القلعة بيده آنذاك. ردّاً على ذلك، هاجم الملك ستيفن القلعة مجبراً جيفري على الانسحاب نحو سهل فنز الساحلي؛ مما مكنه من السيطرة مجدداً على القلعة. بقيت القلعة عرضةً للهجمات؛ لذا بنى الملك ستيفن حصناً في منطقة بورول من أجل حمايةٍ إضافية. تُوفي الإيرل جيفري خلال مهاجمته لحصن بورول عام 1144م؛ مما أبقى القلعة في مأمن.
أُجريت إصلاحاتٌ كافيةٌ للقلعة في عهد الملك هنري الثاني، كما شٌرع ببعض الأعمال  لتطويرها؛ فقد اعتُمد نظام حراس القلعة الذي كانت تُعطى الأراضي حول كامبريديج لملاك محليين بموجبه في حال زوّدوا القلعة بقوات حراسة. إضافةً لذلك، حوَت القلعة محكمة الشريف وسجلات أخرى. في السنوات التي سبقت حرب البارونات الأولى من 1215 إلى 1217م، وسّع الملك جون القلعة، وكانت توسعته تركز على بناء بهوٍ وحجرةٍ، بتكلفة 200 باوند؛ أي ما يوازي ثلثي الدخل السنوي لبارون موسرٍ حينئذ. خلال الحرب استطاع البارونات الثائرون المدعومون من الأمير لويس الفرنسي السيطرة على أكثر أراضي شرق إنجلترا، وقد كانت القلعة ضمن تلك الأراضي؛ إذ سقطت عام 1216م. بعد الحرب، عادت القلعة للحوزة الملكية، وقد باشر هنري الثالث إصلاحات أساسية للقلعة. هُوجمت مدينة كامبريدج ثانيةً خلال حرب البارونات الثانية عام 1266م، لكن الملك هذه المرة عزز دفاعات المدينة بخندقٍ كبيرٍ؛ عُرف لاحقاً باسم خندق الملك.
بقيت القلعة حصناً أساسيّاً حتى عام 1284م؛ عندما شرع الملك إدوارد الأول بعمليات توسعةٍ كبيرة، امتدت لمدة 14 سنة؛ لإعادة بناء القلعة بالحجر، أُنفق خلالها 2,630 باونداً؛ أي ما يوازي تسعة  أضعاف الدخل السنوي لبارون موسرٍ حينئذ. بعد التجديد المذكور، أصبحت القلعة مربعة الجهات وتحوي أبراجاً دائريةً في كلّ زاوية ومحروسةً بالمَراقب وبيوت البوابين. إضافةً لذلك، بُني برج ضخم على الرابية يعرف باسم كيب (بالإنجليزية: Keep)‏. وقد كانت نتيجة ذلك حصناً كبيراً من آخر طراز رغم عدم اكتمالها. أقام إدوارد الأول في القلعة لليلتين عام 1294م.

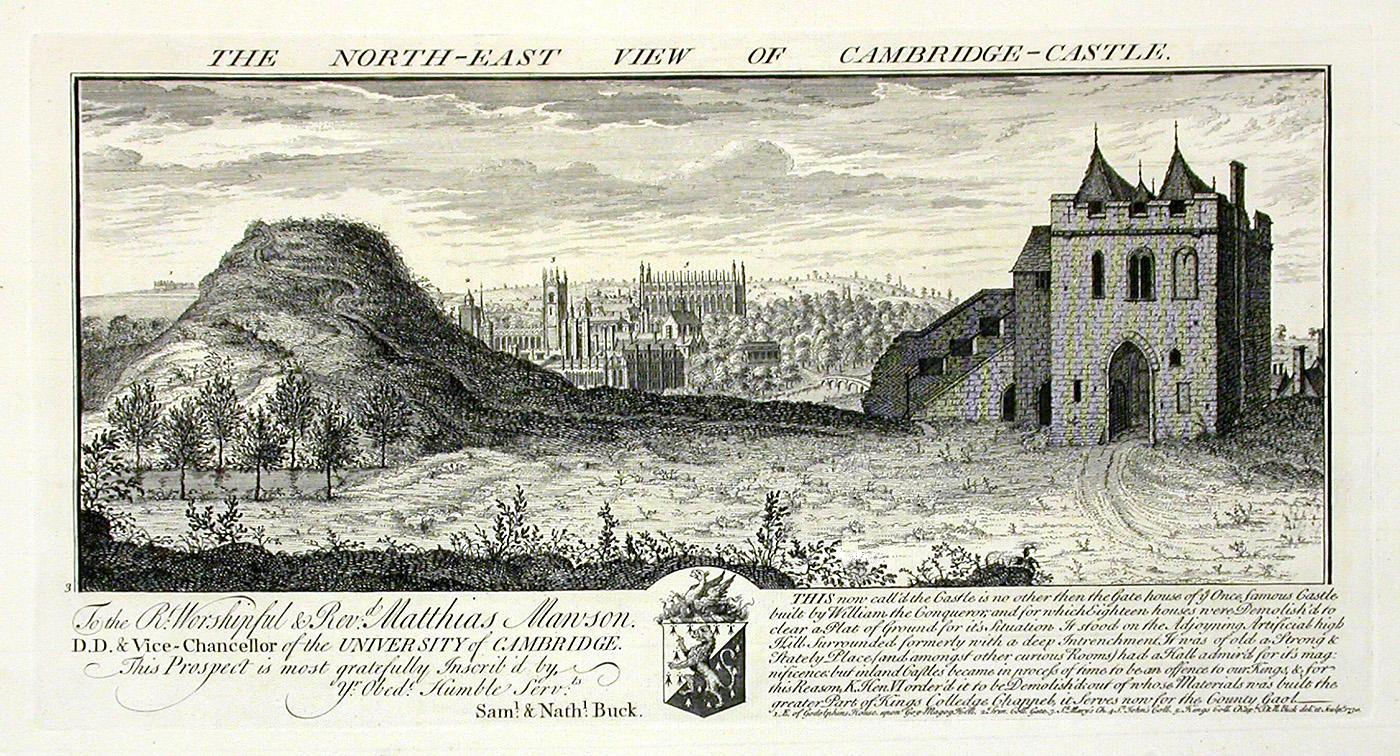
رسم لقلعة كامبريدج عام 1730م ويظهر كل من الرابية وسجن بيت البواب

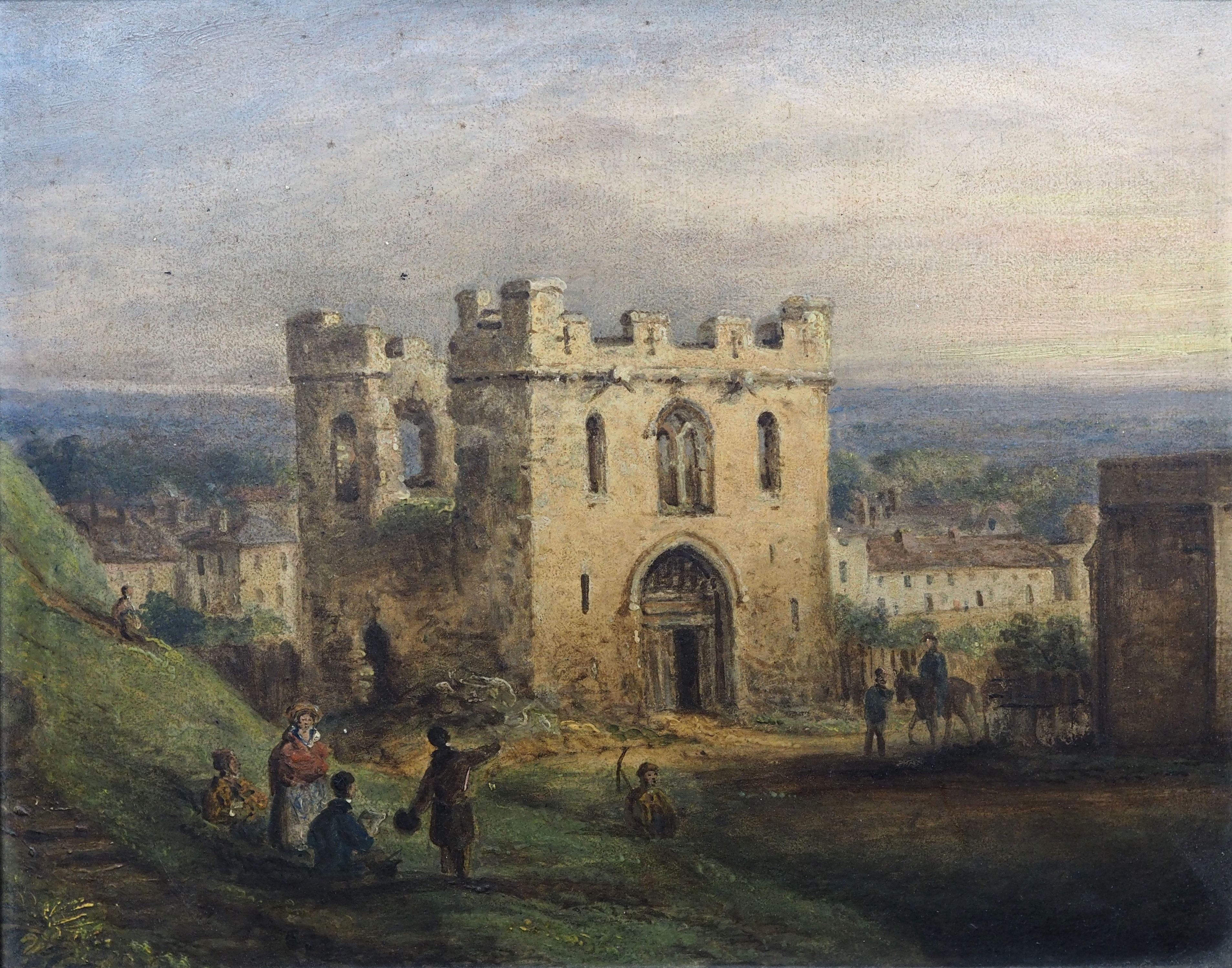
لوحة لبيت البواب في القلعة عام 1841

### من القرن 14 - القرن 17
خلال القرن الرابع عشر أُهملت القلعة؛ فمنذ عهد إدوارد الأول فصاعداً أنفق القليل من المال على استدامة الممتلكات، وفي القرن الخامس عشر تحولت القلعة لأطلال، وقد فقدت كل من الحجرة والبهو سقفهما؛ مما حدا بالملك هنري السادس بأن يأمر بهدمهما ونقل حجارتهما لبناء كلية الملك في كامبريدج عام 1441م، كما استُعملت بقيت أجزاء القلعة لبناء مصلى كلية الثالوث في الجامعة ذاتها. في عهد الملكة ماري الأولى في القرن السادس عشر نُقلت المزيد من الحجارة إلى بلدة سوستون في سهل فنز لبناء قصرٍ فيها. وقد مُنحت أجزاء أخرى لبناء كل من كلية المجدلية وكلية إيمانويل. مع عام 1604م لم يتبق من القلعة سليماً سوى بيت البواب، الذي كان يستخدم حينئذٍ سجناً، والبرج الضخم المعروف ببرج الكيب  مع الجدران المحيطة التي وصفها المعاصرون بأنها مسوّية بالأرض ومهدّمة.
انطلقت شرارة الحرب الأهلية الإنجليزية عام 1642م بين الملكيين والبرلمان، وقد احتُلت القلعة آنذاك على يد القوات البرلمانية في السنة الأولى من الحرب. أمر بعدها القائد أوليفر كرومويل بإجراء إصلاحات للتحصينات نتج عنها بستينتين، إضافةً لثكنةٍ من الآجر بُنيت في الفناء. وقد وصف حاكم كامبريديج الوضع كامبريدج والقلعة خصوصاً عام 1634م بأنهما محصنتان بشكلٍ قويٍّ بالمتاريس والاستحكامات. لم تشهد القلعة بعدها أيّ قتالٍ خلال الحرب. في عام 1647م أمر البرلمان قواته بإزالة وتدمير التحصينات كي لا تستخدم مرةً أخرى بعدهم.

### من القرن 18 - القرن 19
تدهورت حالة القلعة سريعاً بعد التخريب وقد أُزيلت الجدران والبستينات عام 1785م، ليبقى من القلعة بيت البواب والرابية. بقي بيت البواب يُستخدم سجناً للمقاطعة خلال القرن التاسع عشر، وقد كان يُدفع لحارس ذلكم السجن عام 1807م 200 باوندٍ أي ما يوازي؛16٬000 باوندٍ في 2018م.
وذلك نظراً لأنه أصبح يُدار بكونه عملاً تجاريّاً خاصّاً كغيره من السجون المشابهة. نُقل السجن من بيت البواب إلى سجن جديد بُني في فناء القلعة على يد جي بيفيلد (بالإنجليزية: G. Byfield)‏ بين عام 1807 وعام 1811 بهيكل مبتكر ثمين متأثر بتصاميم مصلح السجون جون هوارد. هُدم بيت البواب لأجل إفساح مجال لبناء محكمة جديدة للمقاطعة.

## الوضع الحالي
ما تبقى اليوم من القلعة هو عبارة عن رابية بارتفاع 10 أمتارٍ (33 قدم) تتربع على أعلى نقطة في مدينة كامبريدج، بالإضافة لبعض الأجزاء من السواتر الترابية المحيطة بالمكان. القلعة مفتوحةٌ يوميّاً للزوار مجاناً. يُذكر أن القلعة تطلُّ على الأبنية التاريخية للمدينة، كما أنّ كلاًّ من الرابية والسواتر الترابية مدرجتان ضمن المعالم التذكارية العتيقة في المملكة المتحدة. واليوم يشغل مبنى المقاطعة المبني عام 1932م التابع لمجلس مقاطعة كامبريدجشير كلاًّ من موقع فناء القلعة والسجن المبني في القرن التاسع عشر.

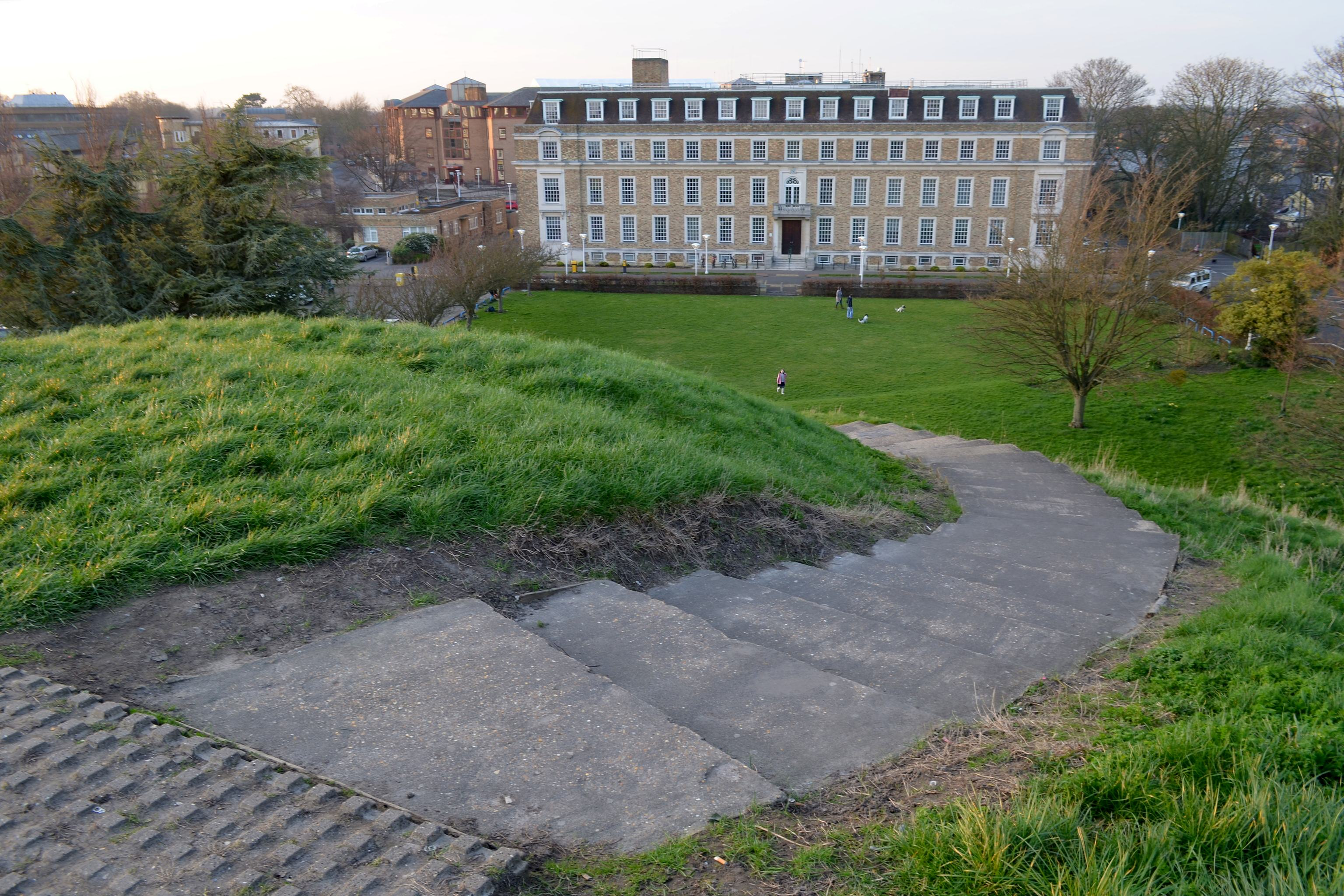
مبنى المقاطعة كما يظهر من الرابية ويظهر في الصورة الدرج الخاص بالقلعة.
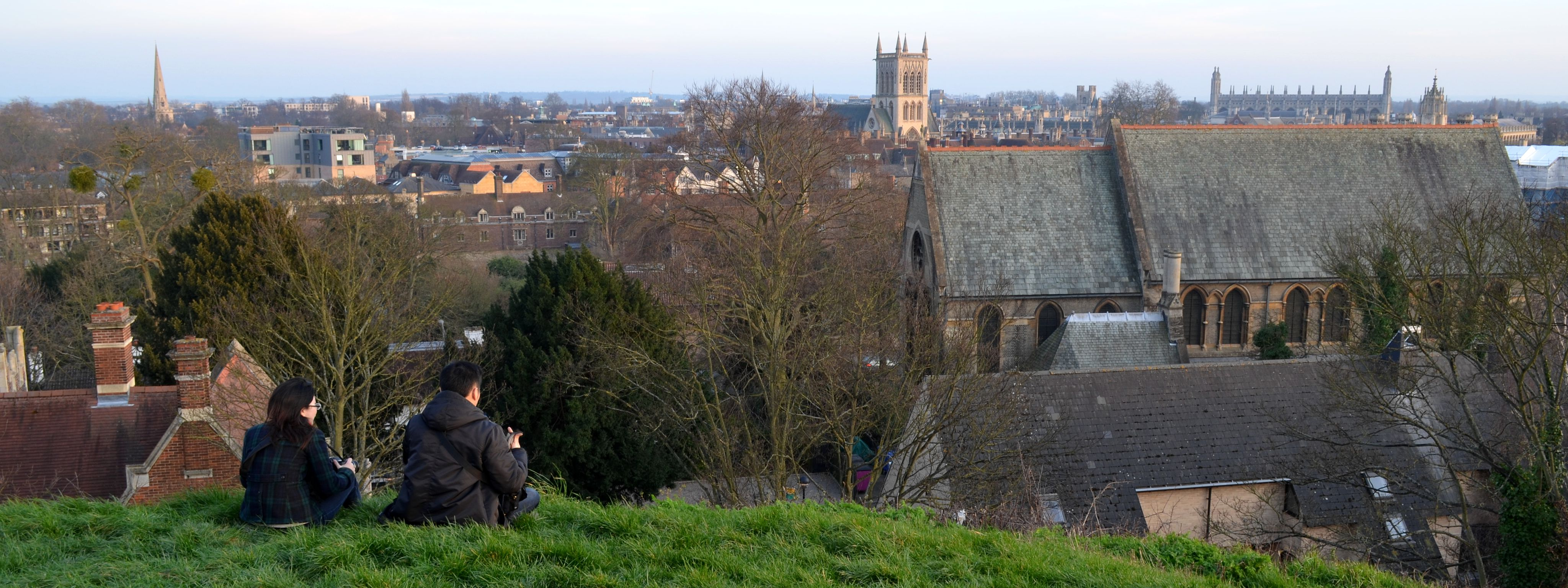
خط أفق كامبريدج كما يظهر من التلة. أسفل الخلفية كنيسة القديس جايلز. والبرج في اليسار هو جزءٌ من كنيسة كل القديسين، والبناء المرتفع في الوسط جزءٌ من  كلية سانت جونز والسطح العلوي العالي في اليمين هو كنيسة كلية الملك.

## مسارات خارجية
- عن قلعة كامبريدج على موقع castlesfortsbattles باللغة الإنجليزية